# 발해-신라 관계
여기에서는 발해와 신라의 관계에 대해 서술한다. 발해와 신라의 관계는 국제 정세 및 신라의 대당 관계에 따라 달라졌다.

## 역사
대조영은 초기에 신라에 사절을 보내 우호관계를 맺을 것을 희망하였고, 신라는 이에 고왕에게 대아찬직을 수여하여 화답하였다. 또 다른 주장은 당시 신라가 나당전쟁의 앙금으로 당과의 국교가 일시 단절되는 상황도 이들 관계에 기여했다는 견해도 있다. 
한편, 신라는 발해가 대동강 이남 고구려 땅을 침입하지 않을까 우려하기도 했다. 발해의 무왕당시 발해는 당과 신라 모두에게 적대적인 관계가 형성되었었는데 신라 성덕왕(聖德王)이 721년에 국경지대에 설치한 북경장성(北境長城)은 발해의 공격에 대비한 것이었다. 732년 등주를 공격당한 당나라는 발해에 대한 보복전을 개시하였는데 이 전쟁에 신라를 개입시키고자 하였다. 신라는 이에 응하기는 했으나 실질적인 군사 도움을 주었는지는 미지수이다.[18] 이후 발해의 지속적인 세력 남하에 대해 위기감을 느끼고 734년 다시 단독으로 발해를 공격하였다. 이 전투로 신라와 발해의 관계는 애초보다 더욱 소원해졌다. 
그러나 문왕대에 이르러, 당과 발해의 국교가 정상화되면서 신라와의 긴장관계도 점차 완화되어 갔다. 가장 큰 기여를 한 것이 발해와 신라간의 교역을 쉽게 하기위한 길, 즉 ‘신라도’의 개설인데 이를 통해 사신을 파견하고 상호 경유하였다. 하지만 8세기 이후 당 중심의 동아시아 국제질서에서 당은 발해에 우호적이지 않았다. 당시 발해는 돌궐 및 거란과 합세하여 급속히 세력을 성장시켜 나가고 있었으며, 당은 신라를 통해 이를 견재하려 하였다. 당은 733년 신라에게 발해 공격을 요구하며 성덕왕에게 최고위 관직(문신관인 종1품 개부의동삼사와 독자적 군사권을 가진 영해군사직)을 하사하기도 하였다. 신라는 이를 명분으로 당과의 완충지대였던 패강 지역에 군사를 주둔시킬 수 있었으며 이후 신라의 영토로 인정받았다. 이처럼 당의 등거리 외교에 이용된 신라와의 관계는 점차 발해와 신라 양국간의 대립적인 관계로 변질되어 갔고 양 국간의 무역이나 교류에도 불구하고 상호 이질적인 존재로 여기게 되었다.
1. ↑  동북아역사재단 2007, 142 ~ 148쪽.